# 浅口市議会
浅口市議会（あさくちしぎかい）は、岡山県浅口市の地方議会である。

## 概要
- 定数：16人[1]
- 任期：4年。議会解散が実施されれば任期満了前であっても議員任期は終了する。
- 前回選挙：2022年（令和4年）4月17日投開票[2][3]

- 選挙区：市全体を1選挙区とする大選挙区制（単記非移譲式）
- 所在地：岡山県浅口市鴨方町六条院中3050番地
- 主な役割：審議、議決、一般質問、代表質問、同意、市政のチェック、請願や陳情の審査、意見書の提出、調査研究、充て職、行政行事出席、行政視察等

### 委員会[4]
- 議会運営委員会

#### 常任委員会
- 総務文教常任委員会
- 民生常任委員会
- 産業建設常任委員会

#### 特別委員会
- 広報特別委員会

### 定例会
- 3月、6月、9月、12月

### 事務局
- 議会事務局[5]

## 党派
- 無所属13人
- 公明党1人
- 日本共産党2人

（令和4年4月17日現在）

## 議員報酬等
| 役職   | 議員報酬        | 政務活動費 |
| ------ | --------------- | ---------- |
| 議長   | 月額 47万0000円 | 月額 3万円 |
| 副議長 | 月額 43万0000円 | 月額 3万円 |
| 議員   | 月額 40万0000円 | 月額 3万円 |

- 別途、年2回期末手当あり
- 政務活動費の残金は市に返還する義務がある
- 議員年金は2011年（平成23年）6月1日で廃止されている